# Roland-Michel Barrin de La Galissonière
Roland-Michel Barrin, marchese de La Galissonière (Rochefort, 10 novembre 1693 – Montereau-Fault-Yonne, 6 ottobre 1756) è stato un militare francese.

## Biografia
Figlio di Roland-Guillaume Barrin e di una sorella di Michel Bègon, marchese de La Galissonière, apparteneva ad una famiglia di recente nobiltà; ereditò il titolo di marchese dallo zio, privo di eredi diretti ed appartenente ad una dinastia dell'antica nobiltà di spada e venne cresciuto nella proprietà del padre in Nuova Francia, della quale sarebbe poi divenuto governatore.
Appartenendo ad una nobile famiglia, studiò strategia militare e astronomia al collegio di Beauvais a Parigi, sotto la guida di Charles Rollin, per poi dedicarsi alla carriera militare già nel 1710, iniziando come guardiamarina. Nel 1711 fece la sua prima campagna a bordo dell'Hèros, che trasportava degli approvvigionamenti in Canada. Nel 1712 divenne enseigne di vascello per servire quasi sempre a Rochefort fino al 1736, salvo qualche missione in Canada, nel Mediterraneo, nelle Antille e al largo delle coste spagnole. Grazie alla fortuna del padre, che nel 1719 divenne comandante della piazza d'armi di Montrèal, nel 1723 divenne colonnello e fu insignito dell'Ordine Cavalleresco di Malta.
Più tardi accettò la carica di comandante generale della Nuova Francia e si impegnò nel finanziare le esplorazioni di Francois Picquet e Céleron de Blainville in Ohio, prendendo parte egli stesso a parte di queste esplorazioni.
Ritornato in Francia nel dicembre 1749, fu messo a capo di una commissione che doveva redigere memorandum informativi in ordine alle trattative con gli inglesi per la sistemazione dei confini ed altre questioni pertinenti le colonie nordamericane. I lavori della commissione produssero le Mémoirs des commissaires du roi et de ceux de Sa Majesté britannique sur les possessions & les droits respectifs des deux couronnes en Amérique – avec les actes publics & pièces justificatives, nelle quali Barrin argomentava la necessità di sostenere in perdita le colonie francesi in Nordamerica sia per questioni ideali che per limitare il predominio coloniale e commerciale inglese, che a suo parere a lungo andare avrebbe minato la supremazia della Francia nella stessa Europa.
Lasciata la carica di governatore, nel 1756, pochi mesi prima della morte, respinse la flotta inglese nella Battaglia di Minorca.

## Stemma
| Image | Stemma |
| ----- | --- |
|       | Roland-Michel Barrin de La Galissonière Marchese di La Galissonière D'azzurro a tre farfalle d'oro. Ornamenti esterni da marchese. |